# Іщенко Марина Михайлівна
Марина Михайлівна Іщенко (нар. 29 січня 1980, Олександрівське, Донецької області, Української РСР), відома як Марина Баву — українська підприємиця, продюсерка, коуч та публіцистка. Керівниця продюсерського центру «Persona» і центру Розвитку особистості «ZEBRA», авторка, продюсерка та ведуча ТВ & Online проєкту «Живий Журнал» Promo "", письменниця-публіцистка, коуч (арт / гештальт / бізнес), громадська діячка. За освітою — юристка.

## Життєпис
Марина Іщенко народилася 29 січня 1980 року в місті Олександрівське на сході Донецької області. За шкільні роки здобула музичну освіту по класах фортепіано і баян. 5 років навчалася в школі драматургії та акторської майстерності. У 1995 році закінчила Хореографічну школу, в тому ж році отримала естрадно-вокальну освіту. З 1995 по 1996 роки навчалася в Харківському патентно-комп'ютерному коледжі. У 1997 році закінчила Школу фотомоделі та акторської майстерності.
Ще школяркою Марина в 1993 році стала володаркою нагороди «Міс Грація», а в 1994 — «Міс Фотомодель».
У 1995 році закінчила середньоосвітню школу № 17 в Новодонецькому і вступила до Національного юридичного університету імені Ярослава Мудрого.
У 2001 році закінчила університет, після чого вступила до Інституту держави і права імені В. М. Корецького, де пройшла аспірантуру, і випустилася в 2005 році.
З 2002 по 2005 роки Марина Іщенко навчалася в Академії практичної психології.
З 2005 по 2008 роки здобула освіту в Міжнародній Бізнес Академії (MBA). У 2015 завершила навчання в Академії Здоров'я, після чого продовжила вивчення гештальт-коучінгу та арт-коучінгу.
З 2007 року займається продюсерською діяльністю.

## Особисте життя
Мати: Копил Лариса Олегівна (нар. 1960).
Батько: Копил Михайло Іванович (нар. 1957)
Сини: Валентин (нар. 2002), Мирослав (нар. 2012), Радимор (нар.2019).
Чоловік: Іщенко Віталій Володимирович (нар. 1983)

## Публікації в журналах
- «MODA topical»[2]
- «Apriori»
- «TOUCH»
- «GOSSIP»
- «НАТАЛІ»
- «Chokolad»
- «Майстерні канікули»
- «Coral Time»
- «Women Magazine»
- "Що? Де? Коли? "

## Діяльність
| рік       | діяльність                                                                         |
| --------- | ---------------------------------------------------------------------------------- |
| 2001      | Юрисконсультка                                                                     |
| 2004-2007 | Старша викладачка кафедри права — філія Московської гуманітарної Академії (Харків) |
| 2005-2009 | Брокерка ЗАТ «Євролайф Україна»                                                    |
| 2007-2009 | Комісарка з прав людини, майор                                                     |
| 2008      | Співзасновниця ресторану «НЕМО»                                                    |
| 2007-     | Продюсерський центр Марини Баву; Продюсерський центр Марини Баву «PERSONA»         |
| 2010-2018 | Співпраця з концерном Coral Club                                                   |
| 2017      | ТВ-Провідна передачі «ЗСЖ з Зірками» — на Європа Плюс ТБ                           |
| 2017      | Центр Розвитку особистості «ZEBRA»                                                 |
| 2017-2018 | Авторка проєкту «Перезавантаження Стилю»                                           |
| 2018      | Авторка проєкту «Бізнес Марафон 2018»                                              |

## Телевізійні передачі
- «Побачення в сліпу» 2008 телеканал Фаворит, Харків
- «Про танго» 2008 телеканал ОТБ, Харків
- «Говоримо про важливе» 2010 року телеканал Фаворит, Харків
- «ЗСЖ на Радіо Романтика Москва» 2016
- "ЗСЖ на Європа Плюс ТБ " 2016 «ЗОЖ со ЗВЁЗДАМИ» на YouTube Start ЗОЖ со Звёздами! В Ритме HIT NON STOP c Europa Plus TV! на YouTube ЗОЖ со Звёздами - Юлия Костюшкина на YouTube ЗОЖ со ЗВЁЗДАМИ - Дмитрий и Полина Дибровы на YouTube
- «Fation TV» 2016, репортаж номінантки Премії «Мама Року 2017» Видео на YouTube
- «Чоловіче і Жіноче» 2016
- «Живий Журнал» Promo "« 2018 телеканал R1
- „Чоловіче / Жіноче“ 2018 телеканал Перший канал[4]

## Нагороди та премії
- 1993 — „Міс Грація“
- 1994 — „Міс Фотомодель“
- 2015 — „Міс Мадонна-2015“
- 2017 — „Мама Року 2017“[5][6]
- 2017 — „Успішна Жінка України 2017“ за версією журналу „Apriori“
- 2018 — „Mrs Ukraine International 2018“[7][8][9]
- 2018 — „Best Coach International 2018“
- 2018 — Володарка вищої суспільної нагороди, номінованої Міжнародною Асамблеєю Діловіх Кіл-Гідна Королевської Честі — „Україно -Французьким“ Орденом Королеви Анни „Честь Вітчізни“ на срібній зірці» за сумлінне служіння Україні та до 1000-ліття народження Анни Ярославни-Князівни Київської, Королеви Франції
- 2018 — "Прорив Року 2018 — "Найкраща персона ""[10]

## Книги
- 2017 — «Байка про Бджолу»
- «Твоя Історія», готується до видання
- «Люди Третього Тисячоліття», готується до видання